# Schneckenbussard
Der Schneckenbussard (Rostrhamus sociabilis), auch als Schneckenweih oder Schneckenmilan bezeichnet, ist ein Greifvogel aus der Familie der Habichtartigen (Accipitridae).

## Beschreibung

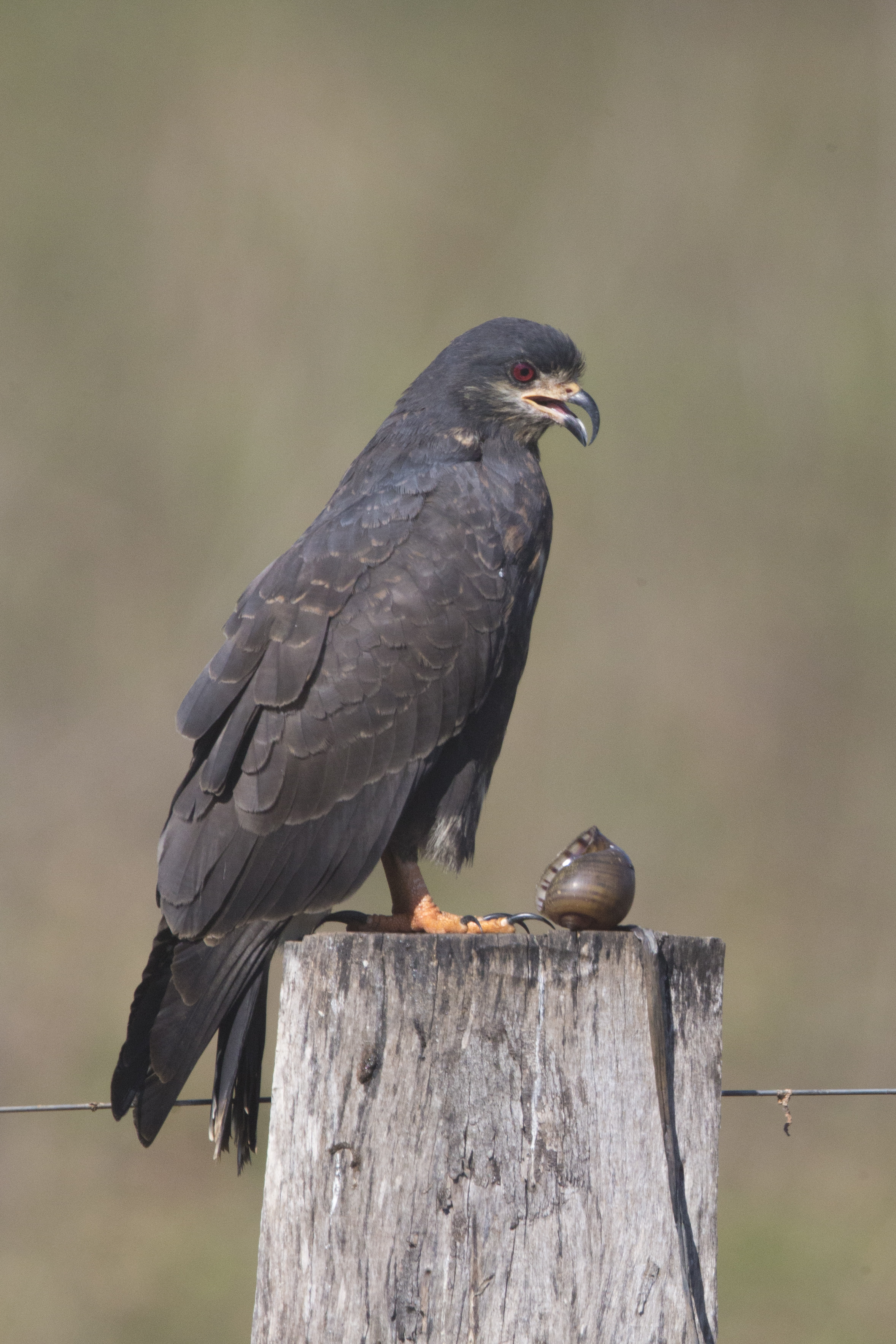
Jungvogel mit Apfelschnecke

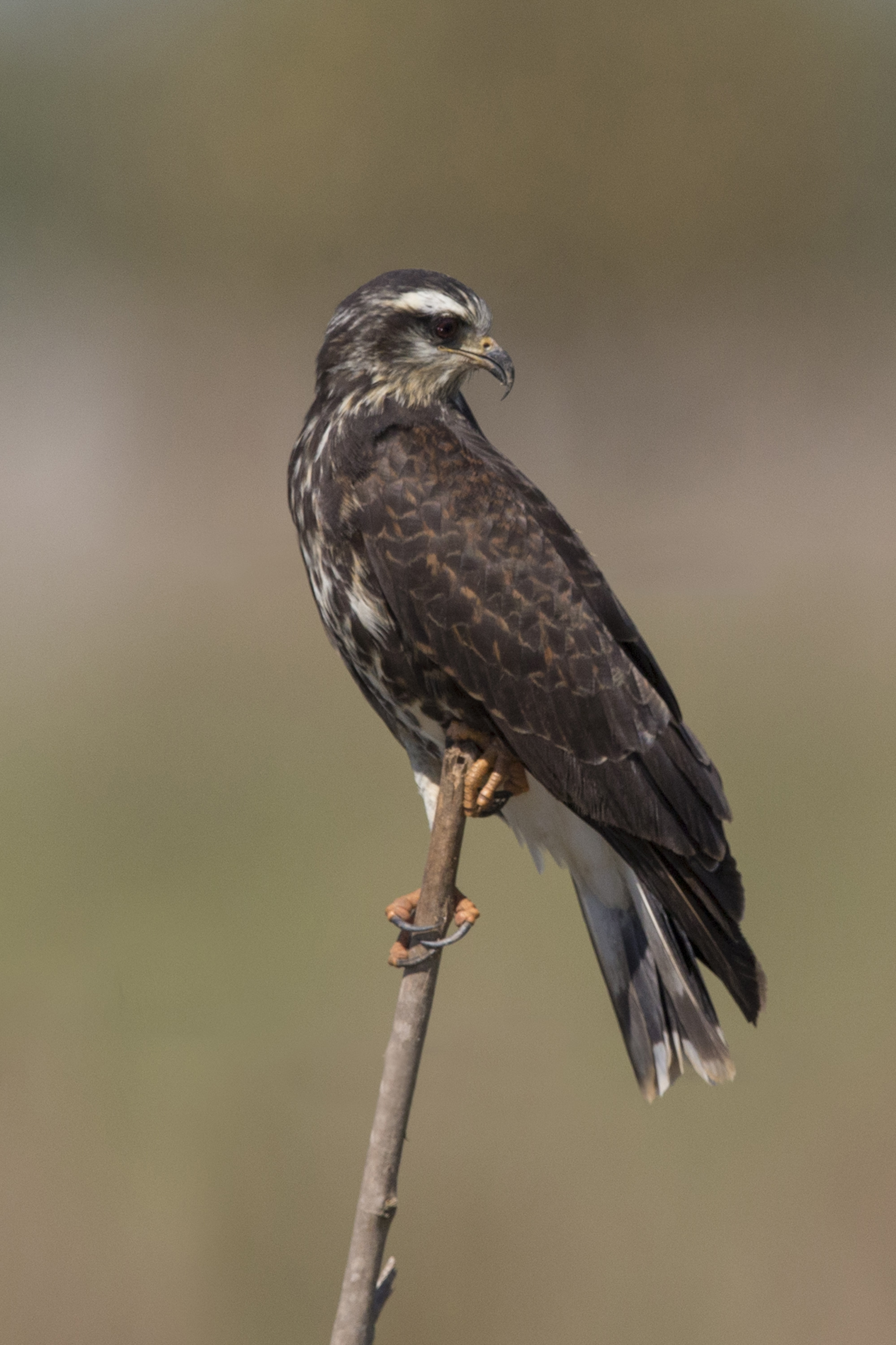
Weiblicher Schneckenbussard

Der Schneckenbussard erreicht eine Länge von 39 bis 48 Zentimeter und eine Spannweite von 99 bis 115 Zentimeter. Die Flügellänge beträgt 328 bis 382 Millimeter, die Schwanzlänge 158 bis 210 Millimeter, und der Schnabel misst zwischen 28 und 40 Millimetern. Das Gewicht eines erwachsenen Männchens beträgt bis zu 385 Gramm, Weibchen sind mit 415 Gramm etwas schwerer. Der Schneckenbussard hat lange, breite, am Flügelbug stark gerundete, tief gefingerte Flügel, einen langen Schwanz, einen weißen Bürzel und weiße Unterschwanzdecken. Die Schwanzoberseite ist beim Männchen schwarz, die Unterseite zeigt ein deutliches, recht breites schwarzes Subterminalband. Der dünne Hakenschnabel ist unverwechselbar und ein perfekt angepasstes Werkzeug zum Öffnen von Schneckenhäusern. Der spitz zulaufende, schmale Oberschnabel krümmt sich sichelförmig über den Unterschnabel. Die Iris beider Geschlechter ist hellrot. Das Gefieder des erwachsenen Männchens ist einheitlich dunkel blaugrau. Die langen Beine sind orangerot. Rücken und Flügeloberseite der Weibchen sind dunkelbraun, bis auf die Arm- und Handschwingen sind die meisten Deckfedern etwas heller gesäumt. Die Unterseite ist etwas heller braun und unregelmäßig weiß gefleckt. Das meist fast reine Weiß der Kehle geht in einen unterschiedlich stark ausgeprägten dunkelbraunen Brustfleck über. Im Flug fallen beim Weibchen das breite, helle Feld im Bereich der mittleren Handschwingen, sowie die rötlichbraune Färbung der unteren Flügeldecken auf. Die Unterschenkel sind bis zum Lauf bei beiden Geschlechtern in der Farbe des Bauchgefieders behost. Die unbefiederten Bereiche um das Auge, die Wachshaut, sowie die Beine sind gelborange.
Die juvenilen Vögel sehen dem Weibchen ähnlich, der Oberkopf ist jedoch gestreift und die Unterseite ist cremefarben und zeigt eine deutliche Streifenmusterung. Die Iris ist braun, der Zügel cremefarben und die Beine sind gelblich.

## Verbreitung

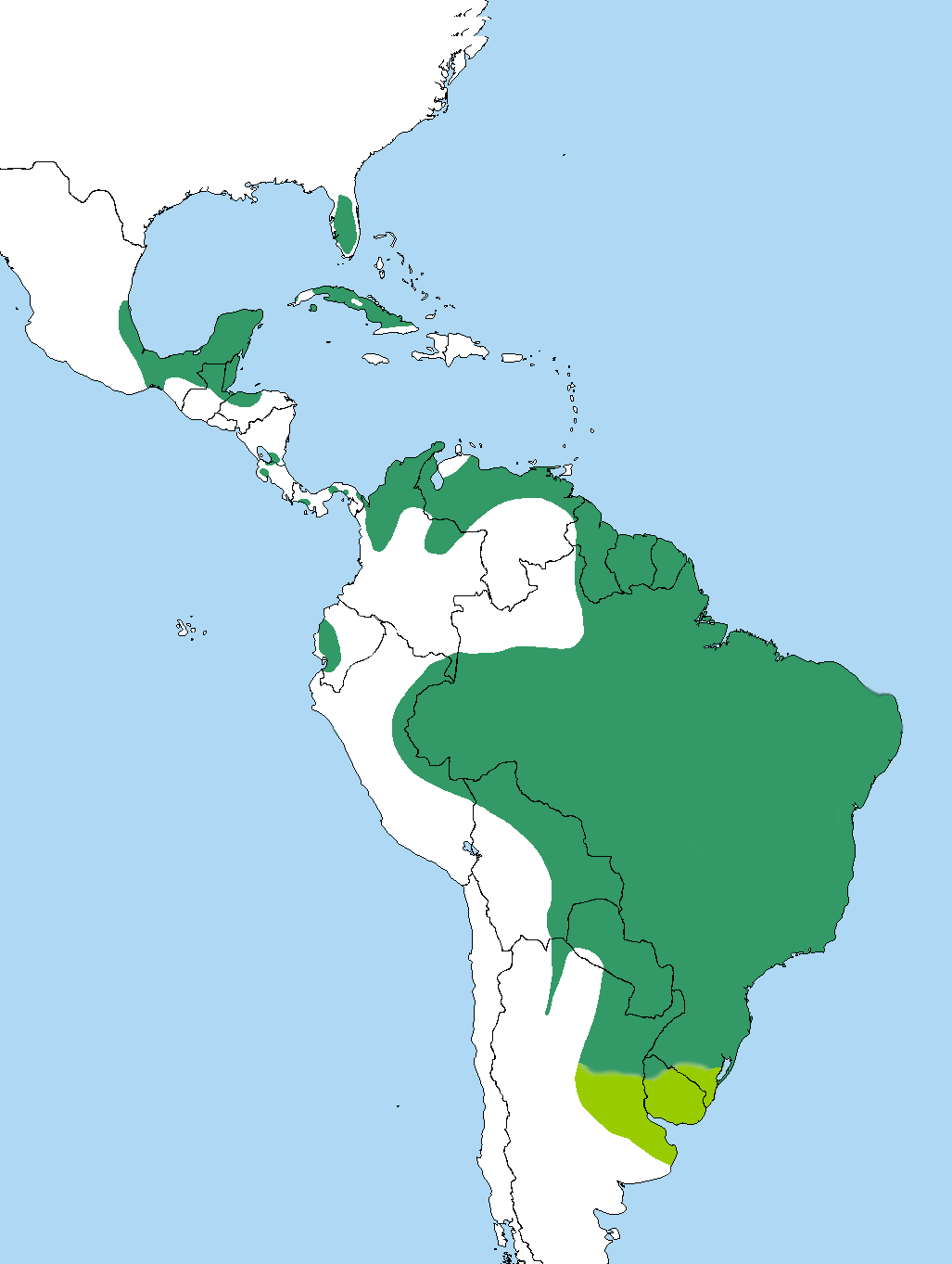
Hellgrün: Brutgebiete, die im Winter verlassen werden
gelbes Feld: Brutgebiete in Florida und auf Kuba

Der Schneckenbussard kommt in vier Unterarten im tropischen Südamerika, Kuba, Ostmexiko, in der Karibik sowie in Zentral- und Südflorida in den Vereinigten Staaten vor. R. s. sociabilis ist von Nicaragua bis Südamerika verbreitet. Das Verbreitungsgebiet von R. s. major erstreckt sich vom südöstlichen Mexiko bis nach Guatemala, R. s. plumbeus (manchmal als Everglades-Schneckenmilan bezeichnet) kommt in den Everglades im Flusstal des Kissimmee River, im Gebiet des Okeechobeesees sowie am St. Johns River vor. 2007 wurde diese Unterart erstmals außerhalb Floridas, in North Carolina, beobachtet. Die Unterart R. s. levis lebt auf Kuba und der Isla de la Juventud.
Das International Ornithological Committee nennt folgende Verbreitungsgebiete:
- Rostrhamus sociabilis plumbeus Ridgway, 1874[2] kommt in Florida vor.
- Rostrhamus sociabilis levis Friedmann, 1933[3] ist auf Kuba verbreitet.
- Rostrhamus sociabilis major Nelson & Goldman, 1933[4] ist vom östlichen Mexiko über Guatemala, Belize und das nordwestliche Honduras verbreitet.
- Rostrhamus sociabilis sociabilis (Vieillot, 1817)[5] kommt vom südlichen Nicaragua bis ins nördliche Argentinien vor.

## Nahrung, Lebensweise und Fortpflanzung
Der Schneckenbussard ist ein geselliges Tier. Man hat Kolonien beobachtet, die aus bis zu 200 Vögeln bestanden. Die Schneckenbussardpopulation der Everglades ernährt sich fast ausschließlich von der Florida-Apfelschnecke (Pomacea paludosa). Wenn der Schneckenbussard eine Schnecke erspäht, stößt er hinab, greift die Schnecke mit den Krallen aus der Vegetation oder aus dem Wasser und befördert sie in seinem Schnabel zu seinem bevorzugten Hochsitz (z. B. den Zweig eines Busches). Anschließend hält er sie mit einer oder mit beiden Krallen fest und durchtrennt mit seinem hochspezialisierten Hakenschnabel den Spindelmuskelnerv, so dass sich der verschlossene Schneckenhausdeckel öffnet. Nun kann der Schneckenbussard die Schnecke aus ihrem Haus lösen und verzehren. In anderen Teilen des Verbreitungsgebietes ernährt sich der Schneckenbussard von Süßwasserschnecken der Gattung Marisa und Süßwasserkrabben der Gattung Dilocarcinus. In Florida ist der Schneckenbussard standorttreu, dies macht ihn für Dürren und andere Veränderungen der Hydrologie sehr anfällig. Die Brutzeit ist in Florida von Dezember bis August, in Surinam von Januar bis September und in Argentinien von August bis März. Das Nest wird auf einem über dem Wasser hängenden Ast errichtet, um es vor terrestrischen Raubtieren zu schützen. Es hat einen Durchmesser von 30 bis 40 Zentimeter, eine Tiefe von 10 bis 30 Zentimeter und wird mit Binsen, Gras und Kräutern ausgepolstert. Das Gelege besteht aus zwei bis drei (selten aus fünf) weißen Eiern mit braunen Tupfern. Nach 26 bis 28 Tagen sind die Eier ausgebrütet. Flügge sind die Jungen nach 23 bis 30 Tagen.

## Etymologie und Forschungsgeschichte
Die Erstbeschreibung des Schneckenbussards erfolgte 1817 durch Louis Pierre Vieillot unter dem wissenschaftlichen Namen Herpetotheres sociabilis. Als Verbreitungsgebiet gab er die Provinz Corrientes und Río de la Plata basierend auf Galviane de Estero del sociable von Félix de Azara an. 1830 führte René Primevère Lesson die für die Wissenschaft neue Gattung Rostrhamus für den Schneckenbussard (Syn. Rostrhamus niger) und den Hakenbussard (Helicolestes hamatus) ein. Dieser Begriff leitet sich von lateinisch rostrum ‚Schnabel‘ und lateinisch hamus ‚Hacken‘ ab. Der Artname sociabilis hat seinen Ursprung in lateinisch sociabilis, sociare, socius, sequi ‚gesellig, kompatibel, assoziieren, teilen, verbündet, folgen‘. Plumbeus stammt von lateinisch plumbeus, plumbum ‚bleihaltig, bleifarben, bleiern‘ ab, major von lateinisch maior, maioris, magnus ‚größer, groß, mächtig‘.,  levis von lateinisch levis ‚schnell, flink, klein, unwichtig, glatt, bartlos‘ und niger von lateinisch niger ‚schwarz‘. Alfred Laubmann hatte für sein Werk Die Vögel von Paraguay drei Bälge, gesammelt von Eugen Josef Robert Schuhmacher (1906–1973) und Hans Krieg (1888–1970) in Puerto Casado im Gran Chaco, zur Verfügung. In der Literatur betrachtete er den Río Pilcomayo durch John Graham Kerr, in der Colonia von Pedro Risso durch Tommaso Salvadori, im Departamento Alto Paraná und Puerto Bertoni sowie dem Rio Iguaçu durch Arnaldo de Winkelried Bertoni und in Puerto Pinasco im Departamento Presidente Hayes durch Alexander Wetmore. als Nachweise für das Land. Bertonis Name Rostrihamus tenuirostris betrachtete er als Synonym zur Nominatform. Tenuirostris ist ein Wortgebilde aus lateinisch tenuis ‚schlank‘ und lateinisch -rostris, rostrum ‚-schnäblig, Schnabel‘.

## Status
In Mittel- und Südamerika ist der Schneckenbussard nicht gefährdet. In den Everglades dagegen hatte die Population 1964 mit nur noch 15 Exemplaren ihren absoluten Tiefstand erreicht. 1968 zählte man zwischen 50 und 60 Exemplare. Die Zählungen zwischen den Jahren 1969 und 1994 zeigten, dass der Bestand großen Schwankungen unterworfen ist. Bis in die frühen 1980er Jahre stieg der Bestand auf 650 Vögel, nach einem Höchststand von 668 Exemplaren im Jahre 1984 sank die Population im Jahre 1987 auf 326 Individuen. 1994 hat sich der Bestand in den Vereinigten Staaten auf 650 Exemplare erholt und heute liegt er bei etwa 800 bis 1000 Individuen. Von der kubanischen Unterart lebten 1982 55 Exemplare in den Sümpfen der Zapata-Halbinsel. Die Hauptgefährdung ist der Lebensraumverlust durch die Trockenlegung von Sümpfen. Weitere Bedrohungen sind der Einsatz von Herbiziden und die Lebensraumveränderung durch invasive Pflanzen wie der Dickstieligen Wasserhyazinthe (Eichhornia crassipes) und dem Melaleuca-Baum (Melaleuca quinquenervia).